# Tutjenitsa (vattendrag)
Tutjenitsa (bulgariska: Тученица) är ett vattendrag i Bulgarien.   Det ligger i regionen Pleven, i den centrala delen av landet, 130 km nordost om huvudstaden Sofia.
Trakten runt Tutjenitsa består till största delen av jordbruksmark. Runt Tutjenitsa är det ganska tätbefolkat, med 179 invånare per kvadratkilometer.